# メジャーリーグクリケット
メジャーリーグクリケット（英語: Major League Cricket、略称：MLC）は、2023年に開始したアメリカ合衆国のトゥエンティ20方式のプロクリケットリーグ。

## 概要
所属チームは6チーム。2023年シーズンは7月13日に開幕し、7月30日に閉幕した。初代優勝チームはMIニューヨーク。下位リーグのマイナーリーグクリケットは2021年に開始しており、2023年シーズンでは26チームが所属している。
MLCには、インドの大富豪であるリライアンス・インダストリーズ会長のムケシュ・アンバニ、マイクロソフトCEO兼会長のサティア・ナデラ、アドビCEO兼会長のシャンタヌ・ナラヤン、ボリウッドスターのシャー・ルク・カーンなど実力者が後援者となっている。
アメリカでのクリケットの歴史は1709年の英領アメリカ時代から始まり、300年以上の歴史がある。アメリカ合衆国建国の父と言われるベンジャミン・フランクリンは、クリケットの1744年版の公式ルールブックをイギリスから持ち帰った。野球やアメリカンフットボールより長い歴史があり、19世紀半ばには1000を超えるクリケットクラブが存在した。クリケット史上初の国際試合は1844年にニューヨークで開催されており、エイブラハム・リンカーンは1849年に有料でクリケット観戦をしている。アメリカ史の専門家によると、南北戦争以前はアメリカで一番人気スポーツだった。後発の野球やアメリカンフットボールなどが19世紀後半から普及し始め、クリケット界が英連邦中心の閉鎖的な活動でアメリカから距離を置いていたこともあり、アメリカで徐々に人気が低迷した。特に第一次世界大戦後はクリケットの関心が薄れ、1920年代の野球のベイブ・ルースの功績もあり、野球への関心はクリケット凋落につながった。
20世紀後半からクリケットが一番人気の地域である南アジアや西インド諸島からの移民の流入もあり、徐々にクリケット人気の復活の兆しが見えてきた。2023年、クリケットが2028年ロサンゼルスオリンピックで実施されることが決定した。LA28大会組織委員会のディレクターであるカンプリアーニは、「世界中に推定25億人のファンがいる世界で2番目に人気のあるスポーツを歓迎できることに興奮している」と語った。
MLCはストリーミングサービスのWillowと放送契約を結んでいるほか、インドのヴァイアコム18とも契約を結んでいる。

## チーム
| チーム                         | ホームタウン       | 設立年 |
| ------------------------------ | ------------------ | ------ |
| ロサンゼルス・ナイトライダーズ | アーバイン         | 2023年 |
| MIニューヨーク                 | ニューヨーク       | 2023年 |
| サンフランシスコ・ユニコーンズ | サンノゼ           | 2023年 |
| シアトル・オルカズ             | レドモンド         | 2023年 |
| テキサス・スーパーキングス     | グランドプレーリー | 2023年 |
| ワシントン・フリーダム         | ワシントンD.C.     | 2023年 |

## 歴代優勝チーム
- 2023 : MIニューヨーク
- 2024 : ワシントン・フリーダム